# Edgar Nakladal
Edgar Nakladal (ur. 6 lipca 1961) – niemiecki lekkoatleta specjalizujący się w długich biegach sprinterskich. 

## Sukcesy sportowe
W 1979 zdobył złoty medal w biegu sztafetowym 4 x 400 metrów podczas rozegranych w Bydgoszczy mistrzostw Europy juniorów. Startował również w finale biegu na 400 metrów, zajmując IV miejsce. W 1982 zdobył brązowy medal mistrzostw Republiki Federalnej Niemiec w biegu na 400 metrów.

## Rekordy życiowe
- bieg na 400 metrów – 45,97 – Brema 24/06/1983